# مور خوش (سرده)
مُور خوش (نام علمی: Zhumeria) نام یک سرده از تیره نعناعیان است.